# الدوري الجنوبي لكرة القدم 1997–98
الدوري الجنوبي لكرة القدم 1997–98 (بالإنجليزية: 1997–98 Southern Football League)‏ هو موسم من الدوري الجنوبي الممتاز. فاز فيه فوريست غرين.